# 2,2-dimetiloctano
El 2,2-dimetiloctano es un alcano de cadena ramificada con fórmula molecular C10H22.